# Washington Shirley
Vicealmirall Washington Shirley, 5è Comte Ferrers, FRS (26 de maig de 1722 – 1 d'octubre de 1778) va ser un oficial de la Royal Navy, parell, maçó i astrònom aficionat britànic.

## Biografia
Shirley era el segon fill de Laurence Shirley (que al seu torn era quart fill de Robert Shirley, 1r Comte Ferrers) i de la seva dona, Anne. Per l'any 1738 es va unir a la Royal Navy i va ascendir als rangs de sotstinent el 1741, tinent el 1746 i post-capità poc després.
Dues setmanes després de l'execució del seu germà, Laurence Shirley, 4t Comte de Ferrers el 1760, Shirley va prendre el seu lloc a la Cambra dels Lords (com a el nou Comte Ferrers) i el 1763, Jordi III li va donar les finques familiars, abans perdudes pel seu germà per actes delictius (per a sorpresa de Casanova, en aquells dies visitant Londres) i va començar a transformar el seient familiar de Staunton Harold a Leicestershire. Més endavant seria promogut a contralmirall el 1771 i a vicealmirall el 1775.
Ferrers estava interessat en l'astronomia i tenia el seu propi planetari. El 1761, Ferrers havia estat elegit per a la Royal Society pel seu treball sobre les observacions del trànsit de Venus. Ferrers va comprar la pintura de Joseph Wright “El filòsof que dona conferències sobre el planetari” i n'ha estat reconegut com a la figura a la dreta. Ferrers tenia a Peter Perez Burdett (la figura de l'esquerra) com un convidat a casa seva i va assistir a conferències de James Ferguson, qui va parlar sobre el planetari.
Shirley va morir el 1778 a la Chartley Manor Place, Staffordshire, i va ser enterrat a Staunton Harold. Com no tenia cap fill amb la seva dona, Anne, el seu títol i les seves propietats van passar al seu germà petit, Robert.